# Pierre Vigne
Pierre Vigne (Privàs, Ardecha, 20 d'agost de 1670 - Rencurèu, Isèra, 8 de juliol de 1740) fou un prevere occità, fundador de la congregació de les Religioses del Santíssim Sagrament.

## Vida
Pierre Vigne nasqué a Privàs en una família de mercaders de tèxtils, en un moment en què encara es recordaven les guerres de religió del segle precedent entre catòlics i protestants. Tingué una bona educació i de jove va demostrar una forta devoció i entrà, en 1690, al seminari de Vivièrs (Avairon).
S'ordenà prevere el 18 de setembre de 1694 a Lo Borg de Sant Andiòu i fou destinat com a vicari à Sant Agrève. Volia, però, tenir un paper més actiu i fer de missioner entre els més necessitats. En 1700, ingressà en la comunitat dels paüls de Lió, on se'l formà per a dur a terme missions populars, i començà a recórrer pobles de la regió tot evangelitzant la població.
En 1706, però, deixa la Congregació de la Missió i esdevé missioner itinerant independent, amb l'autorització dels seus superiors. Durant més de trenta anys, recorregué els pobles del Vivarès, el Delfinat, el Forez, l'Erau, fins l'Alta Savoia i l'Alta Garona. Hi predicava, confessava, feia missa i mostrava el Santíssim Sagrament, difonent la devoció i l'adoració envers ell, com la veneració a la Mare de Déu, seguint l'exemple de Jean-François Régis

## Fundació
En 1712 Vigne arriva a Bociu, el relleu del qual li feia recordar Jerusalem. S'hi establí i el feia servir com a base d'operacions entre missió i missió. Hi fondà la Confraria del Rosari. En 1714, hi construeix un via crucis que anomena El Gran Viatge, amb trenta estacions i capelles. Al rierol que hi passa li donà el nom de Cedró. Encara avui, el camí és seguit, especialment el Divendres Sant. En 1715, predicà a Burzet i restaura el via crucis que hi havia.
En 1713 una jove de Noseiras demanà consell a Pierre Vigne, perquè volia seguir vida religiosa. A partir d'aquest fet, Vigne començà a pensar en crear una congregació destinada a la devoció al Santíssim Sagrament. Amb set joves, en 1715, va formar la primera comunitat, a la que donà el nom de Germanes del Santíssim Sagrament: el 30 de novembre, a l'església de Bociu, els imposà l'hàbit i començaren a fer adoració perpètua del Sagrament i a viure en comunitat. També havien d'ensenyar en escoles religioses i acompanyar els pelegrins en els via crucis, ajudant-los a meditar i pregar. La comunitat va créixer i s'instal·là a l'antic castell de Bociu. Les primeres germanes van pronunciar els vots el 8 de setembre de 1722. En poc temps, s'estengué per la Provença i el Delfinat.
En 1719 Vigne fundà a Bociu la Confraria dels Penitents Blancs, amb una regla de vida rigorosa que incloïa l'assistència als oficis, la confessió i comunió cada quinze dies, la prohibició de baralles, etc., i que arribà a tenir quaranta membres al poble.
A més, escrigué obres espirituals i de meditació. Solia anar periòdicament a Lió, on demanava consell als seus antics mestres del seminari sulpicià. Atret per l'espiritualitat dels Missioners del Santíssim Sagrament, congregació clerical fundada per Christophe d'Authier de Sisgaud en 1632, entrà en aquesta societat de clergues el 25 de gener de 1724, a Valença.
Durant una missió al Vercors, es trobar malalt a Rencurèu i hi morí el juliol de 1740. Fou sebollit a l'església de Bociu.

## Veneració

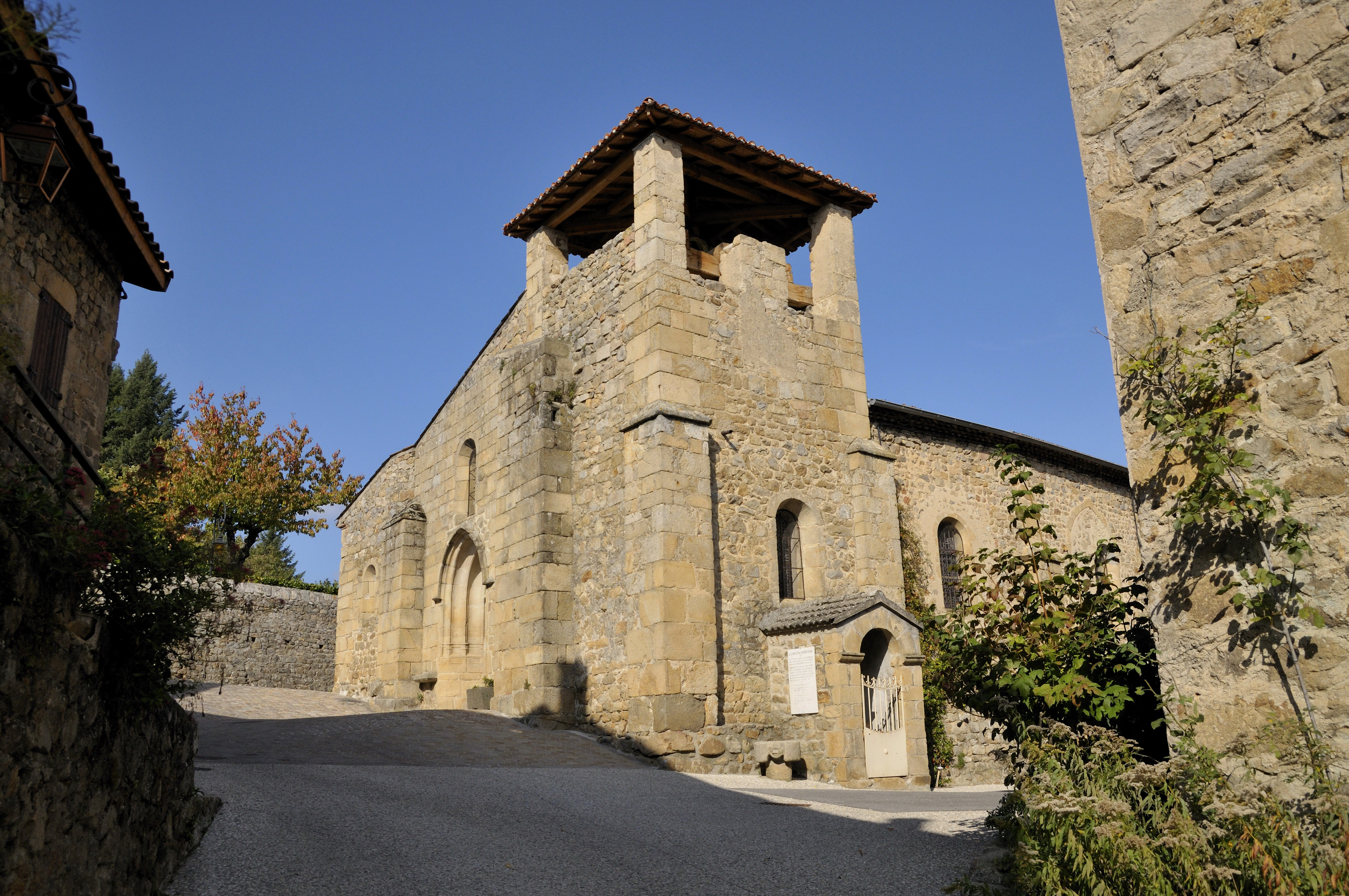
Església de Bociu, lloc d'enterrament de Pierre Vigne

Pierre Vigne fou beatificat per Joan Pau II el 3 d'octubre de 2004. A Bociu, un petit museu en presenta la seva obra i la de l'institut que fundà. La seva festivitat és el dia 8 de juliol.